# Cheiragonidae
Cheiragonidae is een familie van de superfamilie Cheiragonoidea uit de infraorde krabben en omvat de volgende geslachten: 

## Geslachten
- Erimacrus Benedict, 1892
- Telmessus White, 1846

### Uitgestorven
- Karasawaia  † Vega, Nyborg, Coutiño & Hernández-Monzón, 2008
- Montezumella  † Rathbun, 1930
- Stintonius  † Collins, 2002